# Perilecanium ocultus
Perilecanium ocultus är en insektsart som beskrevs av Fonseca 1962. Perilecanium ocultus ingår i släktet Perilecanium och familjen skålsköldlöss. Inga underarter finns listade i Catalogue of Life.